# Sveučilište u Göteborgu
Sveučilište u Göteborgu sveučilište je u drugom najvećem švedskom gradu Göteborgu. Sveučilište je treći po redu najstarijih švedskih Sveučilišta i sa svojih 24.000 studenata jedno je od najvećih u Skandinaviji. Sa svojih 57 odjeljenja Sveučilište se također svrstava i među sveučilišta s najšarolikijom ponudom obrazovnih programa u Švedskoj.

## Povijest
Sveučilište je osnovano 1891. godine a s drugim se sveučilišteima izjednačuje 1907. godine. 1954. dobiva puni sveučilišni status.

## Vanjske poveznice
- Službena stranica